# Nástěnka

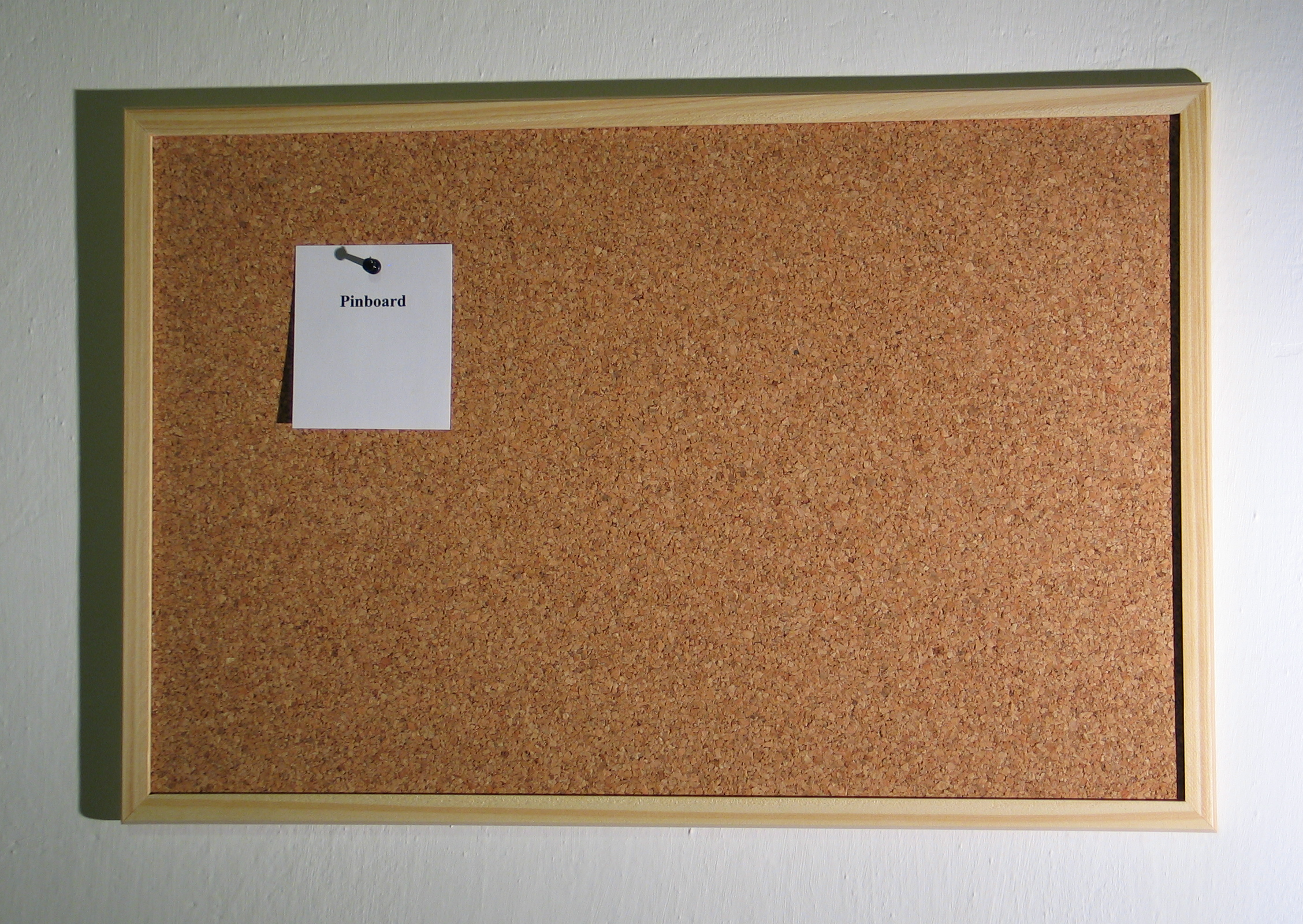
Nástěnka z korku

Nástěnka je informační deska obvykle pověšená na zdi, sloužící účelům zveřejňování informací, propagace, vyvěšování vzkazů (např. studentská kolej) nebo propagandy.
Nástěnka je vyrobena nejčastěji z měkkého materiálu, například z hobry, korku či polystyrenu, aby do ní šly snadno zapichovat špendlíky nebo připínáčky. Ty slouží k uchycení různých výstřižků a plakátů, které jsou ideovým obsahem nástěnky.

## Nástěnky v komunistickém Československu
V dobách komunistického Československa byly nástěnky nedílnou součástí každodenního života, převážně na pracovištích. Nástěnka byla skoro na každé chodbě, v každé dílně či kanceláři. Ve středně velkém podniku bylo zaměstnáno několik nástěnkářů. Ve větších firmách to byla celá oddělení se svým vedoucím.
Ideovou náplní nástěnek byla aktuální výročí (Svátek práce, Mezinárodní den žen) a shora určená hesla (viz Zápisník agitátora 1985). Pro nástěnkáře vycházely i speciální časopisy (Názorná agitace, Slovo agitátora).
O ty nejmenší nástěnky na pracovištích se starali nástěnkoví důvěrníci. Hesla byla sestavována z jednotlivých papírových písmen, nejčastěji rudé barvy a přišpendlena na hobru potaženou krepovým papírem. Písmena byla doplněna výstřižky z časopisů a také centrálně distribuovanými plakáty. Výstřižky měli nástěnkáři ve svém archívu (šuplíku). V podnicích byly vyhodnocovány a odměňovány soutěže o nejlepší nástěnky.
Dá se říci, že nástěnky byly značně zprofanované a lidé kolem nich chodili, aniž by je četli.

## Venkovní nástěnky
Venkovní nástěnky se používají obvykle ve formě prosklených vývěsních skříní, které bývají umístěny buď na venkovní stěně budovy nebo na samostatných stojanech. Ty jsou často využívány obecními úřady, místními úřady, politickými stranami, zájmovými organizacemi (sportovními, turistickými, skautskými apod., ekologickými), ale často i podnikateli, kteří nástěnky využívají buď k přímé reklamě nebo k poskytování informací turistům a návštěvníkům.
Některé nástěnky tohoto typu mohou sloužit také jako oficiální úřední desky, používané ke zveřejňování informací ze strany některého úřadu.
Jako nástěnky se obvykle označují jen skříňky s obměňovaným obsahem. Trvalé informační tabule (například zastavení naučných stezek nebo reklamní vývěsní štíty) ani celoplošné reklamní panely nebo plochy pro výlep plakátů se tak nenazývají.